# Parafia św. Marcina i św. Marii Magdaleny w Górce Pabianickiej
Parafia św. Marcina i św. Marii Magdaleny w Górce Pabianickiej – parafia rzymskokatolicka znajdująca się w archidiecezji łódzkiej w dekanacie pabianickim. Liczy około 1730 mieszkańców.

## Historia
Parafia erygowana w XIV wieku przez arcybiskupa gnieźnieńskiego Jarosława Bogorię Skotnickiego. Pierwszy kościół wzniesiono w 1398 r. W 1683 r. postawiono nowy kościół, konsekrowany przez biskupa Hieronima Wierzbowskiego z Poznania 6 października 1697 r. Po pożarze 6 lipca 1858 r. odbudowano świątynię jeszcze raz. Obecny kościół wybudowano w latach 1872–1875 pod nadzorem ks. Józefa Bazylego Nowickiego, według projektu Tadeusza Mankiewicza. Konsekracji tej świątyni dokonał w 1892 r. bp Aleksander Bereśniewicz. Została ona poddana renowacji w 1960 r.

## Kościół parafialny
Wybudowany w stylu neogotyckim, murowany, jednonawowy, z dwuspadowym dachem krytym blachą ocynkowaną. Na frontonie znajduje się kwadratowa wieża. W dzwonnicy – 3 dzwony z 1946 r.
Wnętrze zawiera 3 ołtarze, obraz ukrzyżowania z XIX w., rokokowy feretron z obrazem św. Marii Magdaleny, rokokowy krucyfiks i stacje drogi krzyżowej.

## Działalność duszpasterska
Żywy Różaniec, Bractwo św. Franciszka, Bractwo Światła, Oaza „Światło-Życie”, ministranci, schola, chór, asysta parafialna.

## Proboszczowie parafii (od 1920)
- ks. Józef Skowroński (1916–1923)
- ks. Feliks Wójcik (1923–1930)
- ks. Franciszek Wiśniewski (1930–1931)
- ks. Wojciech Kubiś (1931–1934)
- ks. Stefan Janiak (1934–1936)
- ks. Józef Krukowski (1936–1940)
- ks. Feliks Cieszkowski (1945–1949)
- ks. Kazimierz Klimczyk (1949–1962)
- ks. Wacław Banaszkiewicz (1962–1963)
- ks. Zbigniew Żaboklicki (1963–1967)
- ks. Eugeniusz Sipa (1967–1988)
- ks. Janusz Wesołowski (1988–1990)
- ks. Stanisław Przybyłowski (1990–2009)
- ks. Stanisław Broda (2009-2018)
- ks. Janusz Banachowski (od 2018)

### Księża pochodzący z parafii
- ks. Henryk Kowaliński (wyświęcony w 1973)
- ks. Henryk Pastuszka   (wyświęcony w 1975)